# Николаева, Елена Михайловна (гандболистка)
Елена Михайловна Николаева (в девичестве Уткина, род. 29 мая 1990, Волгоград) — российская гандболистка, вратарь сборной России.Мастер спорта России международного класса (звание присвоено за победу на XXVIII Всемирной летней Универсиаде-2015 в Корее).

## Биография
Елена — воспитанница волгоградской школы гандбола. Первый тренер — Екатерина Прокудина. Стартовое десятилетие своей профессиональной карьеры провела в главной команде области. В составе «Динамо» трижды становилась чемпионкой России (2011, 2012 и 2013 гг.), в 2015 г. участвовала в Финале четырёх Лиги чемпионов ЕГФ. Перед сезоном 2015/2016 гг. перешла в «Ладу», где в первый же год стала бронзовым призёром чемпионата России и играла в финале Кубка обладателей Кубков ЕГФ. Выступала в юниорской и молодежной сборных России, с которыми побеждала на IX Европейском юношеском олимпийском фестивале в Сербии (2007), чемпионате мира среди юниорок в Словакии (2008), брала бронзу чемпионата Европы среди молодежи в Венгрии (2009), серебро чемпионата мира среди молодежи в Корее (2010).
Летом 2021 года Елена перешла в румынский клуб «Бая-Маре», но уже в декабре 2021 года контракт был разорван по взаимному согласию сторон.

## Спортивные достижения
- Чемпионат России (ЦСКА) — 2021.
- Чемпионат России («Динамо (Волгоград)») — 2011, 2012, 2013.
- Чемпионат России («Лада (Тольятти)») — 2016.
- Летний европейский юношеский фестиваль — 2007.
- Чемпионат мира по гандболу среди девушек до 18 лет — 2008.
- Молодежный чемпионат Европы по гандболу среди девушек — 2009.
- Молодежный чемпионат мира по гандболу среди девушек — 2010.
- XXVIII Всемирная летняя Универсиаде-2015 в Корее — 2015.

## Личная жизнь
Замужем за гандбольным вратарём клуба «Зилант» Виктором Николаевым, воспитывают сына (2014 г.р.). Имеет высшее образование (Волгоградский государственный архитектурно-строительный университет).